# Дашман
Дашман — посёлок в Кетченеровском районе Калмыкии, в составе Чкаловского сельского муниципального образования.

## История
Дата основания не установлена. Посёлок Дашман впервые обозначен на топографической карте 1984 года. Предположительно основан во второй половине XX века.

## Физико-географическая характеристика
Посёлок расположен в центральной части Кетченеровского района в пределах Приергенинской равнины, являющейся частью Прикаспийской низменности, на высоте 1 м над уровнем моря. Рельеф местности равнинный. К югу отпосёлка расположена балка Иши-Гавуль, к востоку — лиман Большой Дашман.
По автомобильной дороге расстояние до столицы Калмыкии города Элиста составляет 150 км, до районного центра посёлка Кетченеры — 39 км. Ближайший населённый пункт — посёлок Чкаловский, расположенный в 14 км к северо-западу от посёлка Дашман.
Согласно классификации климатов Кёппена-Гейгера посёлок находится в зоне семиаридного климата (Bsk). В окрестностях посёлка распространены солонцы в комплексе с бурыми пустынно-степными солонцеватыми почвами.
В посёлке, как и на всей территории Калмыкии, действует московское время.

## Население
| 2002 | 2010 | 2012 |
| ---- | ---- | ---- |
| 71   | ↘57  | ↘55  |

Национальный состав
Согласно результатам переписи 2002 года большинство населения посёлка составляли калмыки (90 %)

## Социальная инфраструктура
Социальная инфраструктура не развита. Ближайшие учреждения культуры (клуб, библиотека) и образования (средняя школа, детский сад) расположены в посёлке Чкаловский. Медицинское обслуживание жителей посёлка обеспечивают офис врача общей практики, расположенный в посёлке Чкаловский, и Кетченеровская центральная районная больница. Ближайшее отделение скорой медицинской помощи расположено в Кетченерах.
Посёлок негазифицирован. Центральное водоснабжение отсутствует, потребность в пресной воде обеспечивается индивидуально, путём доставки воды к каждому домовладению. Водоотведение обеспечивается за счёт использования выгребных ям. Система сбора организации сбора твёрдых бытовых отходов отсутствует.
Для захоронения умерших, как правило, используются местное кладбище.